# Tour de France für Automobile 1970

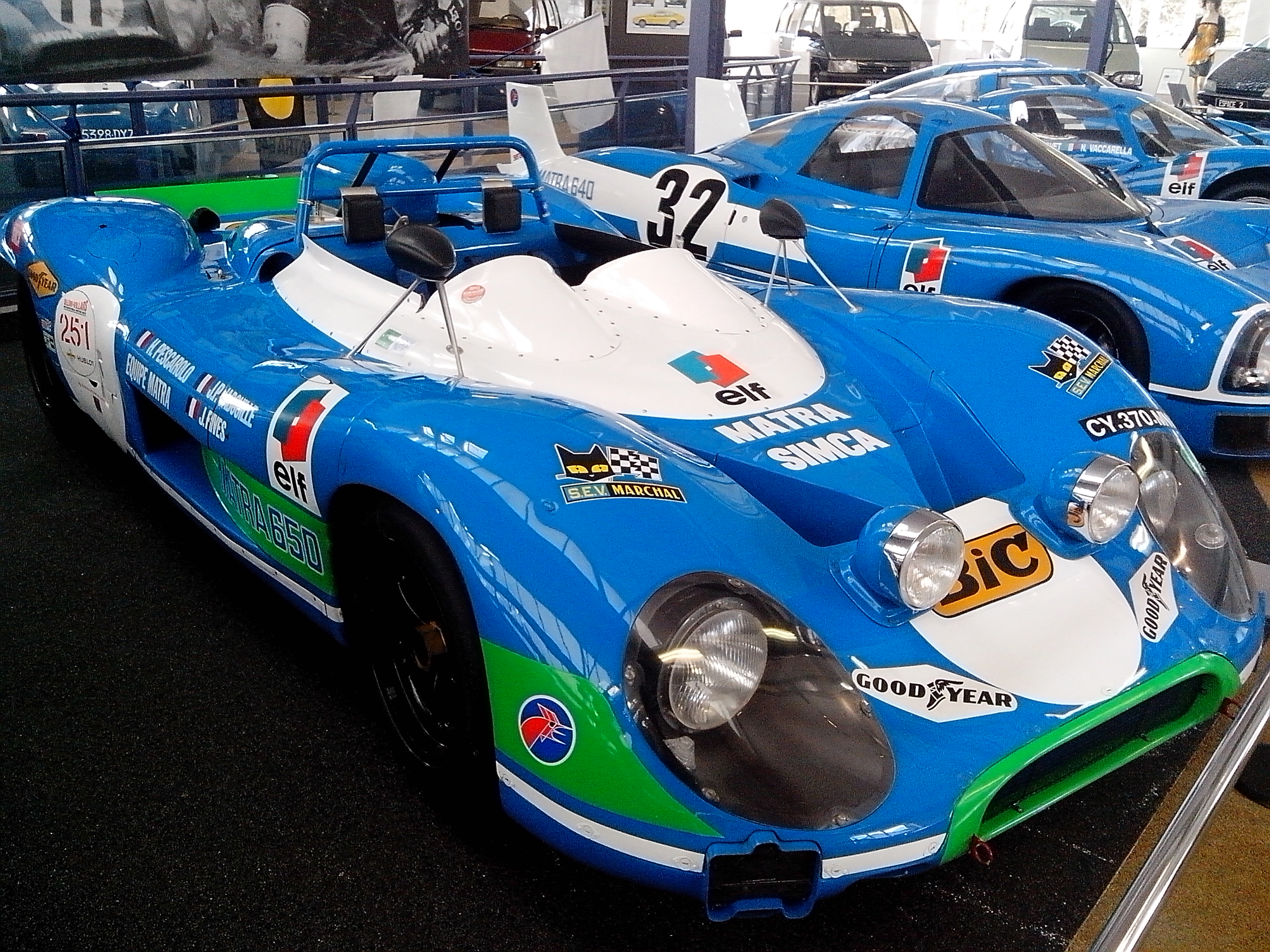
Matra MS650 mit zusätzlichen Scheinwerfern für die Tour de France; Einsatzwagen von Henri Pescarolo, Jean-Pierre Jabouille und Johnny Rives

Die Tour de France für Automobile 1970 auch, XVeme Tour de France Automobile, wurde als Etappenrennen für Automobile vom 19. bis 27. September in Frankreich ausgetragen.

## Das Rennen
1970 wurden bei der Tour Auto mit acht Etappen die bisher größte Anzahl an Teilstücken gefahren. Das Rennen startete in Bandol und endete nach acht Tagen in Nizza. 112 Fahrzeuge waren am Start, 42 von ihnen erreichten nach 4525 km und 20 Sonderprüfungen das Ziel in Nizza. Großes Interesse beim französischen Publikum löste der Start der beiden Werks-Matra MS650 aus. Damit die beiden Matra-Werkspiloten Jean-Pierre Beltoise und Henri Pescarolo überhaupt starten konnten bedurfte es einer Sonderregelung des Veranstalters. Da Beltoise und Pescarolo während der beiden ersten Etappen beim Formel-1-Grand-Prix von Kanada engagiert waren, durften auf diesen Teilstücken Jean-Pierre Jabouille und Patrick Depailler die jeweiligen Cockpits übernehmen. Im Ziel lag der Beltoise/Depailler MS650 klar vor dem zweiten Werkswagen. Als Copilot fungierte der spätere Peugeot- und Ferrari-Rennleiter Jean Todt, der seit Oktober 2009 Präsident der FIA ist. Die Damenwertung sicherten sich Marie-Pierre Palayer und Ginette Dellorand auf einem Porsche 911S, die 15. in der Gesamtwertung wurden.

## Ergebnisse

### Schlussklassement
| 1               | S 3.0    | 146 | Matra                 | Jean-Pierre Beltoise Patrick Depailler Jean Todt   | Matra-Simca MS650       |  |
| 2               | S 3.0    | 145 | Matra                 | Henri Pescarolo Jean-Pierre Jabouille Johnny Rives | Matra-Simca MS650       |  |
| 3               | S 3.0    | 139 | Porsche               | Gérard Larrousse Maurice Gélin                     | Porsche 911ST           |  |
| 4               | S 3.0    | 136 |                       | Guy Chasseuil Christian Baron                      | Porsche 911S            |  |
| 5               | S 3.0    | 137 |                       | Jacques Rey Jean-Marie Jacquemin                   | Porsche 911S            |  |
| 6               | S 2.0    | 120 | Etablissement Sonauto | Claude Ballot-Léna Jean-Claude Morénas             | Porsche 914/6           |  |
| 7               | TS 2.0   | 58  |                       | Giorgio Pianta G. Alemani                          | Alfa Romeo GTAm         |  |
| 8               | S 2.0    | 21  | Etablissement Sonauto | Henri Balas Roland Imbert                          | Porsche 914/6           |  |
| 9               | GT 3.0   | 86  |                       | Jean-Pierre Hanrioud Michel Viollet                | Porsche 911S            |  |
| 10              | GT 3.0   | 83  |                       | Jean Selz Jacques Cochet                           | Porsche 911S            |  |
| 11              | GT 3.0   | 82  |                       | Claudio Ponti Florian Vetsch                       | Porsche 911S            |  |
| 12              | S 2.0    | 119 |                       | Christian Poirot Pierre Soukry                     | Porsche 910             |  |
| 13              | GT 3.0   | 91  |                       | Jean Belliard Beauregaud                           | Porsche 911S            |  |
| 14              | TS 2.0   | 60  |                       | Pierre Dieudonné Curien                            | Alfa Romeo GTAm         |  |
| 15              | GT 3.0   | 88  |                       | Marie-Pierre Palayer Ginette Derolland             | Porsche 911S            |  |
| 16              | S 2.0    | 123 |                       | Colette Burlet Christian Lamarre                   | Porsche 911T            |  |
| 17              | GT 3.0   | 87  |                       | Guy Clarou Jean Marty                              | Porsche 911S            |  |
| 18              | GT 3.0   | 90  |                       | Pierre Portier Jean-Pierre Peyroux                 | Porsche 911S            |  |
| 19              | S 1.6    | 112 |                       | Bancal Alain Beauchef                              | Alpine A110 1600        |  |
| 20              | T 2.0    | 16  |                       | Pierre Maublanc D. Dreyfus                         | BMW 2002 TI             |  |
| 21              | TS 2.0   | 66  |                       | Aimé Dirand Daniel Fallot                          | BMW 2002 TI             |  |
| 22              | S 1.6    | 111 |                       | Christian Avril Roger Alves                        | Alpine A110 1600        |  |
| 23              | T 3.0    | 26  |                       | Martial Delalande Gaby Peres                       | Ford Capri              |  |
| 24              | T 3.0    | 37  |                       | Jacques Diebolt Alain Arnaud J.-P. Demaille        | Opel Commodore GS/E     |  |
| 25              | TS 2.0   | 64  |                       | Georges Alexandrovitch Bernard Pujos               | BMW 2002 TI             |  |
| 26              | T 2.0    | 14  |                       | Pierre Pagani Georges Long                         | Opel Kadett             |  |
| 27              | T 2.0    | 17  |                       | Alfred Krause Collin                               | BMW 2002 TI             |  |
| 28              | T 2.0    | 15  |                       | Jacky Ravenel Jean-Louis Ravenel                   | Opel Kadett             |  |
| 29              | GT 1.6   | 77  |                       | J. P. Gaillardon Gauthier                          | Lancia Fulvia           |  |
| 30              | T 2.0    | 12  |                       | Beaucaire Bourret                                  | Opel Kadett             |  |
| 31              | TS + 3.0 | 73  |                       | Jean-Claude Aubriet „Vasco“                        | Opel Commodore          |  |
| 32              | T 2.0    | 19  |                       | Michel Artero Ferran                               | BMW 2002 TI             |  |
| 33              | GT 2.0   | 79  |                       | J. L. Billard Pierre Lafont                        | Opel Kadett             |  |
| 34              | TS 2.0   | 61  |                       | C. Noelle Karlheinz Herrmann                       | Alfa Romeo 1750 GTV     |  |
| 35              | T 2.0    | 20  |                       | Jean-Paul Agere Yves Breteau                       | Opel Kadett             |  |
| 36              | T 3.0    | 34  |                       | Alain Carpentier Eeckhaute                         | Triumph 2500            |  |
| 37              | T 1.6    | 9   |                       | Pierre Lelong Patrick Lelong                       | Alfa Romeo GTV          |  |
| 38              | GT 1.6   | 76  |                       | Francine Warein Paulette Delcros                   | Lancia 1600 HF          |  |
| 39              | S 1.6    | 114 | Stram                 | Pierre Moreau Sztranyak                            | Stram                   |  |
| 40              | T 1.6    | 6   |                       | Tommy Franklin S. Delserre                         | Ford Escort TC          |  |
| 41              | T 3.0    | 28  |                       | J. Pin Bechard                                     | Ford Capri              |  |
| 42              | T 3.0    | 32  |                       | Woitrain Faux Woitrain                             | Opel Commodore          |  |
| Disqualifiziert |          |     |                       |                                                    |                         |  |
| 43              | GT 3.0   | 84  |                       | Jean-Claude Lagniez Errera                         | Porsche 911S            |  |
| Ausgefallen     |          |     |                       |                                                    |                         |  |
| 44              |          |     |                       | Alain Clément Claude Michy                         | Alpine                  |  |
| 45              |          |     |                       | Jacques Marché Patrice Sanson                      | Porsche 911S            |  |
| 46              |          |     |                       | Philippe Heuze Bamberger                           | Ford Mustang Boss       |  |
| 47              | T 1.0    | 1   |                       | Philippe Gobert Damy                               | Fiat 850 Coupé          |  |
| 48              | T 1.3    | 3   |                       | Deville Yves Leroux                                | Renault R8 Gordini 1135 |  |
| 49              | T 1.6    | 8   |                       | Claude Holvoet Jacques Hendrickx                   | Alfa Romeo GTV          |  |
| 50              | T 2.0    | 10  |                       | Franck Alési Nicolas Brunet-Debaines               | Opel Kadett             |  |
| 51              | T 2.0    | 11  |                       | Claude Buchet Hervé Guyomart                       | Opel Kadett             |  |
| 52              | T 2.0    | 18  |                       | Paul Metternich Wittigo von Einsiedel              | BMW 2002 TI             |  |
| 53              | T 2.0    | 21  |                       | Elles Sarazin                                      | BMW 2002 TI             |  |
| 54              | T 2.0    | 23  |                       | Geffre Font Lapalisse                              | BMW 2002 TI             |  |
| 55              | T 3.0    | 27  |                       | Jean-Pierre Salomé Jacques Jusot                   | Ford Capri              |  |
| 56              | T 3.0    | 30  |                       | Lucette Pointet Colette Burlet                     | Ford Capri              |  |
| 57              | T 3.0    | 33  |                       | Roger Barbara                                      | Triumph 2500            |  |
| 58              | TS 1.0   | 46  |                       | „Kinou“ „Hisson“                                   | NSU 1000 TTS            |  |
| 59              | TS 1.3   | 49  |                       | Roland Imbert Marie-Madelaine Fouquet              | Alfa Romeo GTA          |  |
| 60              | TS 1.3   | 50  |                       | Michel Delannoy Michel Martinache                  | NSU 67                  |  |
| 61              | TS 1.6   | 54  |                       | François Chevalier Jean-Pierre Paoli               | Ford Escort             |  |
| 62              | TS 2.0   | 56  |                       | Guy Verrier Patrick Vanson                         | Alfa Romeo GTAm         |  |
| 63              | TS 2.0   | 57  |                       | Jean-Pierre Barailler Fayel                        | Alfa Romeo GTAm         |  |
| 64              | TS 2.0   | 59  |                       | Bernard Darniche B. Demange                        | Alfa Romeo GTAm         |  |
| 65              | TS 2.0   | 62  |                       | „Romulus“ Emmanuel Charboneaux                     | Vauxhall Viva GT        |  |
| 66              | TS 2.0   | 63  |                       | Nicolas Koob Edy Brandenberger                     | BMW 2002 TI             |  |
| 67              | TS 2.0   | 65  |                       | Gérard Sevaux “Mendola”                            | BMW 2002 TI             |  |
| 68              | TS + 3.0 | 72  |                       | Rauno Aaltonen François Mazet                      | Ford Capri              |  |
| 69              | GT 3.0   | 85  |                       | Noël Labaune Jean Maurin                           | Porsche 911S            |  |
| 70              | GT 3.0   | 89  |                       | Guy Gentis Bernard Poizat                          | Porsche 911S            |  |
| 71              | GT 3.0   | 92  |                       | Franc Leclercq Builles                             | BMW 2800                |  |
| 72              | GT 3.0   | 94  |                       | Roland Mercier Slotine                             | Porsche 911S            |  |
| 73              | S 1.6    | 108 |                       | Guy-Michel Vial Jean-Pierre Nicolas                | Alpine A110 1600        |  |
| 74              | S 1.6    | 109 |                       | Maurice Nussbaumer Jean-Luc Thérier                | Alpine A110 1600        |  |
| 75              | S 1.6    | 110 |                       | Roland Charrière Saintigny                         | Alpine 1600             |  |
| 76              | S 1.6    | 113 |                       | André Gahinet Le Maréchal                          | BSH                     |  |
| 77              | S 2.0    | 122 |                       | Raymond Touroul Saulou                             | Porsche 911S            |  |
| 78              | S 2.0    | 126 |                       | Jean-Marie Alméras Jacques Alméras                 | Porsche 911S            |  |
| 79              | S 2.0    | 130 |                       | Thomas Bossert Jean-Claude Lefèbvre                | Triumph GT6             |  |
| 80              | S 2.0    | 131 | Mazda Racing Team     | N. Pompannon Barbe                                 | Mazda R100              |  |
| 81              | S 3.0    | 142 | Ligier                | Jean-Claude Andruet José Behra                     | Ligier JS1              |  |
| 82              | S 3.0    | 143 | Ligier                | Jean Vinatier Guido Jacob Guy Ligier               | Ligier JS1              |  |
| 83              | S + 3.0  | 152 | Ford France           | Michel Martin Jean Depret                          | Ford GT40               |  |
| 84              | S + 3.0  | 155 | Greder Racing         | Henri Greder Jean-Claude Perramond                 | Chevrolet Corvette      |  |
| 85              | S + 3.0  | 156 | Ecurie Léopard        | Jean-Pierre Rouget Gustave Gosselin                | Chevrolet Corvette      |  |
| 86              | T 1.3    | 4   |                       | Rumolo                                             | Renault R8 Gordini 1135 |  |
| 87              | T 2.0    | 22  |                       | Jean-Claude Monin „Sylvain“                        | BMW 2002 TI             |  |
| 88              | T 3.0    | 29  |                       | Fer Yvonnyk                                        | Ford Capri              |  |
| 89              | T 3.0    | 31  |                       | Jean Ragnotti Pierre Thimonier                     | Opel Commodore          |  |
| 90              | T 3.0    | 35  |                       | J. Privé Chauvin                                   | Triumph 2500            |  |
| 91              | T 3.0    | 36  |                       | Jean-Marc Massoneri J. Bouly                       | BMW 2800                |  |
| 92              | T + 3.0  | 40  |                       | Marie-Claude Charmasson Michele Dubosc             | Chevrolet Camaro        |  |
| 93              | T + 3.0  | 41  |                       | Jean-Louis Marnat Georges Houel                    | Chevrolet Camaro        |  |
| 94              | T + 3.0  | 42  |                       | Biebolt Armano                                     | Chevrolet Camaro        |  |
| 95              | T + 3.0  | 43  |                       | René Trautmann                                     | Chevrolet Camaro        |  |
| 96              | TS 1.15  | 48  |                       | Umberto de Bonis Dongu                             | Fiat 128                |  |
| 97              | TS 1.3   | 51  |                       | B. Vautrin Talamona                                | NSU 67                  |  |
| 98              | TS + 3.0 | 71  |                       | Jean-François Piot Rabaté                          | Ford Capri              |  |
| 99              | GT 3.0   | 93  |                       | Jean-Pierre Gaban Christian Delferrier             | Porsche 911S            |  |
| 100             | S 1.3    | 101 |                       | Grenier Derre                                      | CG B1200                |  |
| 101             | S 1.3    | 105 |                       | Xavier Mathiot Arnoula                             | Simca 1200 S Coupé      |  |
| 102             | S 1.6    | 115 |                       | Philippe Farjon Arnoula                            | Alpine 1600             |  |
| 103             | S 2.0    | 124 |                       | Henri Perrier Thierry Perrier                      | Porsche 911T            |  |
| 104             | S 2.0    | 125 |                       | Jean-Claude Parot André Anselme                    | Porsche 911S            |  |
| 105             | S 2.0    | 127 |                       | Dan Blain Y. Dugas                                 | Porsche 911S            |  |
| 106             | S 2.0    | 128 |                       | Jacques Duval George Nicholas                      | Porsche 911S            |  |
| 107             | S 2.0    | 129 |                       | Helmut Gall                                        | Porsche 911             |  |
| 108             | S 2.0    | 132 |                       | Françoise Brun Gaby Renault                        | NSU Ro 80               |  |
| 109             | S 2.0    | 135 |                       | René Mazzia Jean-Pierre Bodin                      | Porsche 911S            |  |
| 110             | S 3.0    | 138 |                       | Jean Égreteaud Guy Rolland                         | Porsche                 |  |
| 111             | S 3.0    | 144 |                       | Dieter Glemser Kaiser Klaus                        | Ford Capri              |  |
| 112             | S + 3.0  | 151 |                       | Guy Rivillon Prévoset                              | Ferrari 275 GTB4        |  |

### Nur in der Meldeliste
Hier finden sich Teams, Fahrer und Fahrzeuge, die ursprünglich für das Rennen gemeldet waren, aber aus den unterschiedlichsten Gründen daran nicht teilnahmen.
| Pos. | Klasse  | Nr. | Team              | Fahrer                       | Chassis      |
| ---- | ------- | --- | ----------------- | ---------------------------- | ------------ |
| 113  | S 2.0   | 118 | Wicky Racing Team | André Wicky                  | Porsche 907  |
| 114  | S + 3.0 | 153 |                   | „Dan Vemme“                  | Ferrari 512S |
| 115  |         | 182 |                   | Michel Meunier Regnier       | WM           |
| 116  |         | 299 | Wicky Racing Team | Simon Sigala Christine Rouff | Porsche 910  |
| 117  |         | 300 |                   | Louis Cosson Freneau         | Porsche 906  |

### Klassensieger
| Klasse   | Fahrer                  | Fahrer              | Fahrer    | Fahrzeug          | Platzierung im Gesamtklassement |
| -------- | ----------------------- | ------------------- | --------- | ----------------- | ------------------------------- |
| S + 3.0  | kein Teilnehmer im Ziel |                     |           |                   |                                 |
| S 3.0    | Jean-Pierre Beltoise    | Patrick Depailler   | Jean Todt | Matra-Simca MS650 | Gesamtsieg                      |
| S 2.0    | Claude Ballot-Léna      | Jean-Claude Morénas |           | Porsche 914/6     | Rang 6                          |
| S 1.6    | Bancal                  | Alain Beauchef      |           | Alpine A110 1600  | Rang 19                         |
| S 1.3    | kein Teilnehmer im Ziel |                     |           |                   |                                 |
| GT 3.0   | Jean-Pierre Hanrioud    | Michel Viollet      |           | Porsche 911S      | Rang 9                          |
| GT 2.0   | J. L. Billard           | Pierre Lafont       |           | Opel Kadett       | Rang 33                         |
| GT 1.6   | Francine Warein         | Paulette Delcros    |           | Lancia 1600 HF    | Rang 38                         |
| T 3.0    | Martial Delalande       | Gaby Peres          |           | Ford Capri        | Rang 23                         |
| T 2.0    | Pierre Pagani           | Georges Long        |           | Opel Kadett       | Rang 26                         |
| T 1.6    | Pierre Lelong           | Patrick Lelong      |           | Alfa Romeo GTV    | Rang 37                         |
| T 1.3    | kein Teilnehmer im Ziel |                     |           |                   |                                 |
| T 1.0    | kein Teilnehmer im Ziel |                     |           |                   |                                 |
| TS + 3.0 | Jean-Claude Aubriet     | Vasco               |           | Opel Commodore    | Rang 31                         |
| TS 2.0   | Giorgio Pianta          | G. Alemani          |           | Alfa Romeo GTAm   | Rang 7                          |
| TS 1.6   | kein Teilnehmer im Ziel |                     |           |                   |                                 |
| TS 1.3   | kein Teilnehmer im Ziel |                     |           |                   |                                 |
| TS 1.15  | kein Teilnehmer im Ziel |                     |           |                   |                                 |
| TS 1.0   | kein Teilnehmer im Ziel |                     |           |                   |                                 |

### Renndaten
- Gemeldet: 117
- Gestartet: 112
- Gewertet: 42
- Rennklassen: 19
- Zuschauer: unbekannt
- Wetter am Renntag: unbekannt
- Streckenlänge: unbekannt
- Fahrzeit des Siegerteams: 10:40:03,500 Stunden
- Gesamtrunden des Siegerteams: keine
- Gesamtdistanz des Siegerteams: 4525,000 km
- Siegerschnitt: unbekannt
- Pole Position: keine
- Schnellste Rennrunde: keine
- Rennserie: zählte zu keiner Rennserie